# Nosy Komba
Nosy Komba è una piccola isola vulcanica del Madagascar, situata tra Nosy Be e la costa nord-occidentale dell'isola madre. È detta anche Nosy Ambariovato, che in lingua malgascia significa "isola circondata dalle rocce", per via degli affioramenti di roccia vulcanica che le fanno da corona. Ricoperta da una fitta foresta tropicale, ospita una fauna e una flora ricche e varie.